# Pro Bowl 2011
Match précédent Match suivant
Le AFC-NFC Pro Bowl 2011 est le Match des étoiles de la National Football League pour la saison 2010. Il a été joué au Aloha Stadium d'Honolulu le 30 janvier 2011 et a vu la victoire de la National Football Conference.

## Organisation

### Hawaï ou Miami?
En 2010, le contrat avec le Aloha Stadium expire et le responsable de la NFL Roger Goodell (commissaire) examine les différents lieu où pourrait être jouer le Pro Bowl. Il est finalement décidé que c'est le Sun Life Stadium (stade des Dolphins de Miami) qui accueillera l'événement. Goodell prend aussi la décision de faire jouer le match avant le Super Bowl XLV.
Peu de temps après la déclaration de Goodell, de nombreux joueurs et entraineurs critiquent ce choix comme Ray Lewis, Andre Johnson et Peyton Manning. Ce dernier déclare également « Si on continue comme ça, le match se jouera dans les villes, qui ne sont pas des lieux adéquats de villégiature ». À la suite de ces prises de position, le match est rétabli à Hawaï après que l'île ait payé une subvention de quatre millions de dollars.

### Sélectionné mais ne pouvant jouer
Pour la deuxième année consécutive, le Pro Bowl se joue avant le Super Bowl. Cela impose que les joueurs faisant partie d'une des équipes participant à la grande finale et sélectionné au Pro Bowl ne peuvent jouer le match des étoiles pour éviter une blessure. Dix joueurs seront dans ce cas : Maurkice Pouncey, Brett Keisel, James Harrison et Troy Polamalu pour les Steelers de Pittsburgh et Greg Jennings, Chad Clifton, Clay Matthews III, Charles Woodson, Tramon Williams et Nick Collins pour les Packers de Green Bay.

## Composition des équipes

### AFC

#### Attaque
| Position :       | Titulaire(s) :                                                       | Remplaçants :                                                                                 |
| ---------------- | -------------------------------------------------------------------- | --------------------------------------------------------------------------------------------- |
| Quarterback      | (12) Tom Brady, Nouvelle-Angleterre                                  | (17) Philip Rivers, San Diego (18) Peyton Manning, Indianapolis (7) Matt Cassel, Kansas City  |
| Running back     | (32) Maurice Jones-Drew, Jacksonville                                | (23) Arian Foster, Houston (25) Jamaal Charles, Kansas City (28) Chris Johnson, Tennessee     |
| Fullback         | (44) Vonta Leach, Houston                                            |                                                                                               |
| Wide receiver    | (80) Andre Johnson, Houston (87) Reggie Wayne, Indianapolis          | (84) Brandon Lloyd, Denver (82) Dwayne Bowe, Kansas City (83) Wes Welker, Nouvelle-Angleterre |
| Tight end        | (85) Antonio Gates, San Diego                                        | (89) Marcedes Lewis, Jacksonville (80) Zach Miller, Oakland                                   |
| Offensive tackle | (77) Jake Long, Miami (73) Joe Thomas, Cleveland                     | (60) D'Brickashaw Ferguson, Jets de New York (72) Matt Light, Nouvelle-Angleterre             |
| Offensive guard  | (68) Kris Dielman, San Diego (70) Logan Mankins, Nouvelle-Angleterre | (54) Brian Waters, Kansas City                                                                |
| Centre           | (74) Nick Mangold, Jets de New York                                  | (53) Maurkice Pouncey, Pittsburgh (63) Jeff Saturday, Indianapolis (55) Alex Mack, Cleveland  |

#### Défense
| Position :         | Titulaire(s) :                                                       | Remplaçants :                                                                            |
| ------------------ | -------------------------------------------------------------------- | ---------------------------------------------------------------------------------------- |
| Defensive end      | (93) Dwight Freeney, Indianapolis (98) Robert Mathis, Indianapolis   | (93) Jason Babin, Tennessee (94) Randy Starks, Miami (99) Brett Keisel, Pittsburgh       |
| Defensive tackle   | (92) Haloti Ngata, Baltimore (75) Vince Wilfork, Nouvelle-Angleterre | (92) Richard Seymour, Oakland (95) Kyle Williams, Buffalo                                |
| Outside linebacker | (92) James Harrison, Pittsburgh (91) Cameron Wake, Miami             | (55) Terrell Suggs, Baltimore (91) Tamba Hali, Kansas City (95) Shaun Phillips, Chargers |
| Inside linebacker  | (52) Ray Lewis, Baltimore                                            | (51) Jerod Mayo, Nouvelle-Angleterre                                                     |
| Cornerback         | (21) Nnamdi Asomugha, Oakland (24) Darrelle Revis, Jets de New York  | (32) Devin McCourty, Nouvelle-Angleterre (24) Champ Bailey, Denver                       |
| Free safety        | (20) Ed Reed, Baltimore                                              | (31) Brandon Meriweather, Nouvelle-Angleterre                                            |
| Strong safety      | (43) Troy Polamalu, Pittsburgh                                       | (33) Michael Griffin, Tennessee (29) Eric Berry, Kansas City                             |

#### Escouade spéciale
| Position :     | Titulaire(s) :                   |
| -------------- | -------------------------------- |
| Punter         | (9) Shane Lechler, Oakland       |
| Placekicker    | (7) Billy Cundiff, Baltimore     |
| Kick returner  | (83) Marc Mariani, Tennessee     |
| Spécial Teamer | (24) Montell Owens, Jacksonville |
| Long snapper   | (92) John Denney, Miami          |

### NFC

#### Attaque
| Position :       | Titulaire(s) :                                                         | Remplaçants : |
| ---------------- | ---------------------------------------------------------------------- | --- |
| Quarterback      | (7) Michael Vick, Philadelphie                                         | (2) Matt Ryan, Atlanta (9) Drew Brees, Nouvelle-Orléans                                                                  |
| Running back     | (33) Michael Turner, Atlanta                                           | (28) Adrian L. Peterson, Minnesota (39) Steven Jackson, Saint-Louis                                                      |
| Fullback         | (34) Ovie Mughelli, Atlanta                                            | |
| Wide receiver    | (84) Roddy White, Atlanta (81) Calvin Johnson, Detroit                 | (10) DeSean Jackson, Philadelphie (85) Greg Jennings, Green Bay (11) Larry Fitzgerald, Arizona (19) Miles Austin, Dallas |
| Tight end        | (82) Jason Witten, Dallas                                              | (88) Tony Gonzalez, Atlanta                                                                                              |
| Offensive tackle | (71) Jason Peters, Philadelphie (69) Jordan Gross, Caroline            | (76) Chad Clifton, Green Bay (77) Tyson Clabo, Atlanta (70) Donald Penn, Tampa Bay                                       |
| Offensive guard  | (73) Jahri Evans, Nouvelle-Orléans (76) Chris Snee, Giants de New York | (77) Carl Nicks, Nouvelle-Orléans                                                                                        |
| Centre           | (65) Andre Gurode, Dallas                                              | (60) Shaun O'Hara, Giants de New York (67) Ryan Kalil, Caroline                                                          |

#### Défense
| Position :         | Titulaire(s) :                                                   | Remplaçants : |
| ------------------ | ---------------------------------------------------------------- | --- |
| Defensive end      | (90) Julius Peppers, Chicago (55) John Abraham, Atlanta          | (91) Justin Tuck, Giants de New York                                                                                                |
| Defensive tackle   | (90) Ndamukong Suh, Detroit (90) Jay Ratliff, Dallas             | (94) Justin Smith, San Francisco (93) Kevin Williams, Minnesota (90) Darnell Dockett, Arizona                                       |
| Outside linebacker | (52) Clay Matthews III, Green Bay (94) DeMarcus Ware, Dallas     | (55) Lance Briggs, Chicago (98) Brian Orakpo, Washington (52) Jon Beason, Caroline                                                  |
| Inside linebacker  | (52) Patrick Willis, San Francisco                               | (54) Brian Urlacher, Chicago (51) Jonathan Vilma, Nouvelle-Orléans (59) London Fletcher, Washington (56) E. J. Henderson, Minnesota |
| Cornerback         | (22) Asante Samuel, Philadelphie (21) Charles Woodson, Green Bay | (23) DeAngelo Hall, Washington (38) Tramon Williams, Green Bay (26) Antoine Winfield, Minnesota (20) Brent Grimes, Atlanta          |
| Free safety        | (36) Nick Collins, Green Bay                                     | (26) Antrel Rolle, Giants de New York (41) Roman Harper, Saints                                                                     |
| Strong safety      | (24) Adrian Wilson, Arizona                                      | |

#### Escouade spéciale
| Position :     | Titulaire(s) :                       |
| -------------- | ------------------------------------ |
| Punter         | (1) Mat McBriar, Dallas              |
| Placekicker    | (2) David Akers, Philadelphie        |
| Kick returner  | (23) Devin Hester, Chicago           |
| Special Teamer | (14) Eric Weems, Atlanta             |
| Long snapper   | (51) Zak DeOssie, Giants de New York |

## Nombre de sélections par franchise
| AFC Team                           | Sélections | NFC Team                      | Sélections |
| ---------------------------------- | ---------- | ----------------------------- | ---------- |
| Patriots de la Nouvelle-Angleterre | 8          | Falcons d'Atlanta             | 9          |
| Chiefs de Kansas City              | 6          | Cowboys de Dallas             | 6          |
| Ravens de Baltimore                | 5          | Packers de Green Bay          | 6          |
| Colts d'Indianapolis               | 5          | Saints de La Nouvelle-Orléans | 5          |
| Dolphins de Miami                  | 4          | Giants de New York            | 5          |
| Raiders d'Oakland                  | 4          | Eagles de Philadelphie        | 5          |
| Steelers de Pittsburgh             | 4          | Bears de Chicago              | 4          |
| Chargers de San Diego              | 4          | Vikings du Minnesota          | 4          |
| Titans du Tennessee                | 4          | Cardinals de l'Arizona        | 3          |
| Texans de Houston                  | 3          | Panthers de la Caroline       | 3          |
| Jaguars de Jacksonville            | 3          | Redskins de Washington        | 3          |
| Jets de New York                   | 3          | Lions de Détroit              | 2          |
| Browns de Cleveland                | 2          | 49ers de San Francisco        | 2          |
| Broncos de Denver                  | 2          | Rams de Saint-Louis           | 1          |
| Bills de Buffalo                   | 1          | Buccaneers de Tampa Bay       | 1          |
| Bengals de Cincinnati              | 0          | Seahawks de Seattle           | 0          |